# Corneille de Moscou
Pour les articles homonymes, voir Titov.
Corneille ou Korniliy (en russe : Корнилий, né Constantin Ivanovitch Titov, russe : Константин Иванович Титов en 1947) est l'actuel primat de l'Église orthodoxe vieille-ritualiste russe avec le titre de Métropolite de Moscou et de toute la Russie (depuis le 18 octobre 2005). Au moment de son élection, il était à la tête du diocèse de Kazan et Vyatka.

## Positions
Corneille de Moscou soutient ouvertement l'invasion de l'Ukraine par la Russie en 2022 et approuve les actions de l'armée russe. Il a affirmé qu'en Ukraine, les gens seraient tués uniquement pour avoir pensé et parlé russe. Cornelius a appelé le camp ukrainien à déposer les armes et à "arrêter le génocide, la folie".